# Аквабјанка III (Козенца)
Аквабјанка III (итал. Acquabianca III) је насеље у Италији у округу Козенца, региону Калабрија.
Према процени из 2011. у насељу је живело 37 становника. Насеље се налази на надморској висини од 384 м.